# Mitternacht
Mitternacht (Mezzanotte) è il quarto e ultimo singolo estratto da LaFee, omonimo disco di debutto della cantante tedesca, pubblicato nel novembre 2006.
Visto il buon successo che la canzone ottenne in Germania e Austria, nel 2008 LaFee la ri-registrò in lingua inglese (Midnight Strikes) per poi inserirla nel suo terzo album in studio, Shut Up.

## Video musicale
Il 18 novembre 2006 il video della canzone debuttò durante show tedesco VIVA Live.
Diretto da Bastien Francois e girato a Berlino, il video rimane fedele al tema degli abusi sessuali infantili di cui parla la canzone. In esso LaFee è raffigurata come un angelo mandata a liberare una bambina vittima di abusi. Nel video sono inoltre presenti gli altri membri della band, mascherati da pagliacci horror.  
Il video fu nominato come "Miglior Video Nazionale" agli Echo nel 2007 (i Grammy tedeschi).

## Tracce
CD Maxi Single
1. "Mitternacht" (Video version) - 4:09
2. "Alles ist neu" (b-side) - 3:47
3. "Du liebst mich nicht" - 4:41
4. "Wo bist du (Mama)" (Live version) - 5:37

Contenuti extra CD Maxi Single
1. "Mitternacht" (Album version) - 4:46
2. "Mitternacht" (Piano version) - 3:54
3. "Prinzesschen" (Live version) - 4:25
4. "Virus" (Live video) - 4:36
5. Backstage Material (Making of Secret Gig Kurzversion) - 3:59

## Classifica
| Chart (2006)           | Peak position |
| ---------------------- | ------------- |
| Austrian Singles Chart | 27            |
| German Singles Chart   | 23            |